# Üňüz
Üňüz, Unguz (ros.: Унгуз, Unguz; Унгузская впадина, Unguzskaja wpadina) – bezodpływowe obniżenie w środkowym Turkmenistanie, na pustyni Kara-kum, rozciągające się na długości ok. 470 km. Składa się z szeregu kotlin o długości do 15 km i szerokości 1–4 km, posiadających płaskie dno, w którym występują sołonczaki lub takyry. Stanowi prawdopodobnie dawne koryto rzeczne zdeformowane przez ruchy tektoniczne i denudację.